# Marko Schacher
Marko Schacher (* 10. Dezember 1970 in Böblingen) ist ein deutscher Journalist, Kurator und Autor. 
Schacher studierte Germanistik, Soziologie und Kunstgeschichte an der Universität Stuttgart und schloss das Studium dem Grad des Magister Artium ab. Es folgte der Master-Studiengang "Medienautor" an der Hochschule der Medien Stuttgart.
Er ist Redakteur des Kulturmagazins SuR - Stuttgart und Region und Mitbegründer des Ausstellungsraums Tresor in Stuttgart. Schacher kuratierte das Rahmenprogramms zur 6. Internationalen Foto-Triennale Esslingen am Neckar und der Fotosommer-Ausstellung "Fokus 0711" im Württembergischen Kunstverein Stuttgart. Von 2000 bis 2006 leitete er die Galerie der Stadt Sindelfingen im Alten Rathaus Maichingen.
Für sein Ausstellungskonzept Natur forte erhielt er 2009 den Wolfgang-Hartmann-Preis.